# کریستف فون دوخنانیی
کریستف فون دوخنانیی یا کریستف فون دونانی (به آلمانی: Christoph von Dohnányi)‏ (تلفظ آلمانی: [ˈkʁɪstɔf fɔn ˈdɔxna:nji:]) (زادهٔ ۸ سپتامبر ۱۹۲۹) رهبر ارکستر اهل آلمان با تبارِ مجار است.
دوخنانیی نشان افتخار شایستگی جمهوری فدرال آلمان را دریافت کرده‌است.
دوخنانیی ابتدا با رِناته تسیلِسِن، بازیگر آلمانی، ازدواج کرد و حاصل این ازدواج، دو فرزند به نام‌های کاتیا و یوستوس بود. ازدواج دوم وی با آنیا سیلیا، خوانندهٔ سوپرانو، بود، که حاصل آن سه فرزند به نام‌های یولیا، بِنِدیکت، و اولگا بود. سومین ازدواجِ دوخنانیی در سال ۲۰۰۴ و با باربارا کولِر روی داد.
پسر دومش یوستوس فون دونانی، زادهٔ ۱۹۶۰، بازیگر است.